# آوری (آیووا)
آوری (به انگلیسی: Avery) یک منطقهٔ مسکونی در ایالات متحده آمریکا است که در شهرستان مونرو، آیووا واقع شده است.